# Anvar Chingizoglu
Anvar Chingizoglu Farajov (Raión de Yabrayil, 10 de mayo de 1962-Bakú, 10 de julio de 2022) fue un historiador, etnólogo y genealogista azerbaiyano que se especializó principalmente en la historia y las genealogías del Azerbaiyán medieval, Irán y el Imperio Otomano.

## Biografía
Anvar Chingizoglu nació en la ciudad de Jabrail en Azerbaiyán. Su padre era originario de la aldea Aşağı Yağləvənd de Fizuli Rayon de Azerbaiyán . En 1990, se graduó en la facultad de periodismo de la Universidad Estatal de Azerbaiyán . Chingizoglu trabajó para los periódicos "Araz" (Aras, en 1990-1993). Fue acusado como redactor de Azərbaycan Televiziya və Radio verilişləri Qapalı Səhmdar Cəmiyyəti. Más tarde comenzó a publicar sobre la historia y la genealogía de Azerbaiyán.
Chingizoglu estaba interesado en la geopolítica, así como en el origen y la estructura étnica de los pueblos túrquicos, en particular del pueblo afshar. Escribió tres monografías sobre la historia del pueblo Afshar, a saber, la tribu Afshar (2008), Hossein Qholi Khan Gasimlu-Avshar (2012), Fath-Ali Khan Arashlu-Afshar (2014) y Cultura Afshar (2014).
Fue autor de 70 libros y 293 publicaciones académicas impresas. Fue autor de los documentales "Afshars", "Khurshidbanu Natavan", "Mir Mohsun Navvab", "Kamina".,